# Ramón Cruz
Ramón Cruz (San Miguel, 23 febbraio 1956) è un ex cestista filippino.

## Carriera
Con le Filippine ha disputato i Campionati mondiali del 1978 e due edizioni dei Campionati asiatici (1977, 1979).